# Kalipso (mjesec)
Kalipso (također Saturn XIV) je prirodni satelit planeta Saturn. Unutarnji pravilni satelit s oko 21 kilometar u promjeru i orbitalnim periodom od 1.887802 dana.
Kalipso je Tetijin trojanac i nalazi se u Tetijinoj pratećoj Lagrangijskoj točki ( L 5 ), 60 stupnjeva iza Tetije. Mjesec Telesto boravi u drugoj (vodećoj) Lagrangijskoj točki Tetis, 60 stupnjeva u drugom smjeru od Tetije. Dva su od četiri sada poznata trojanska mjeseca.
Poput mnogih drugih malih saturnih satelita i malih asteroida, Kalipso je nepravilnog oblika, ima preklapajuće velike kratere, a čini se da ima i labav površinski materijal koji može izgladiti izgled kratera. Njegova je površina jedna od najsjajnijih (na vizualnim valnim duljinama) u Sunčevom sustavu, s vizualnim geometrijskim albedom od 1,34. Ovaj vrlo visok albedo je rezultat pjeskarenja čestica iz Saturnovog E-prstena, blijedog prstena sastavljenog od malih čestica vode i leda koje generira Encelad i njegovi gejziri na južnom polu.